# Sergente Stripes
Sergente Stripes (Sergeant Stripes) è una serie televisiva a cartoni animati prodotta da Blue Toe Productions, Ealing Animation, VGI Entertainment, A Work Tv Production e CBBC.

## Personaggi
- Sergente Stripes
- Fluffy
- Arabella
- Isp. Hector
- Katie
- Ag. Archer
- Serg. Parker